# Erwin Redl
Erwin Redl (* 2. Oktober 1963 in Gföhl/Niederösterreich) ist ein österreichischer Komponist und Computerkünstler. Sein Werk umfasst Installationen, Lichtinstallationen, Zeichnungen, Computerkunst sowie Kompositionen elektronischer Musik.

## Leben
Erwin Redl studierte in den Jahren von 1988 bis 1991 an der Universität für Musik und darstellende Kunst Wien Gitarre bei Robert Wolff sowie Tonsatz bei Iván Eröd und Elektroakustik bei Dieter Kaufmann. Beide Studiengänge beendete er mit dem Abschluss Bachelor of Arts ebenda. Im Jahr 1993 folgte ein Studium der Computerkunst an der School of Visual Arts in New York, welches er im Jahr 1995 mit dem Abschluss Master of Fine Arts ebenda beendete. Während des Studiums spielte er als Gitarrist in der Gruppe „Kombinat M“.
Nachdem Redl von 1993 bis 2007 in New York gelebt und gearbeitet hatte, zog er im Jahr 2007 nach Ohio um und ist als freischaffender Multimedia-Künstler mit Vortrags- und Unterrichtstätigkeiten u. a. in Österreich, Deutschland, USA, Japan, Ungarn und der Ukraine tätig.
Mit seinem Werk „Matrix VI“ gestaltete er 2002 bei der Whitney Biennial die Fassade des Whitney Museum of American Art. Für das Paul G. Allen Center schuf Redl das Werk „Nocturnal Flow“.

## Werke (Auswahl)
Werke von Erwin Redl befinden sich in der ACE GALLERY Los Angeles, dem C3 Budapest und dem
Museum Niederösterreich, St. Pölten.

### Multimedia/Klanginstallationen
- to cage john to cage john – Multimedia-Installation (1989)[5]
- Walztanz 60 – Multimedia-Performance (1989)[5]
- Sex is a dirty Thing – Multimedia-Installation (1991)[5]
- My Blue Eyes – Masochistische Video-Performance (1991)[5]
- Mein Knie, die Welt und überhaupt – Multimedia-Performance mit Norbert Stock und Markus Brandt (1991)[5]
- Who’s Afraid of One, Zero and Me – Computer-Installation – Monitortriptychon, Computerprogramm (1992)[5]
- Six Questions – Interaktive Computer-Installation, Computerprogramm (1994)[5]
- Parallel Doubt on the Distinction between Truth and Beauty – Computer-Installation, Computerprogramm (1994)[5]
- Untitled Lovers of Errativ Parallels – Interaktive Multimedia-Installation (1994)[5]
- Parallel Mesmerization of Eleven Blondes and Eleven Brunettes by Two Computers – Computer-Installation, Computerprogramm (1994/1995)[5]
- Nurture my Eyes, Butt – Digital-Produktion, Soundtrack für die gleichnamige Computer-Installation von Ursula Endlicher (1994)[5]
- Translation {} Expression – Digital-Produktion, Soundtrack für die gleichnamige Video-Installation von Tina LaPorta (1994)[5]
- Corner Study I – Computer-Installation, Computerprogramm (1996)[5]
- Step by Step – Computer-Installation, Computerprogramm (1996)[5]
- Corner Study II – Computer-Installation, Computerprogramm (1996)[5]

### Ensemblemusik
- Polyphonie durch Bewegung – Quintett für Saxophon, Altsaxophon, Bassblockflöte, Violine und Elektrische Gitarre mit Solostimme (1988)[5]
- Schöne Tiere – für zwei Elektrische Gitarren, Saxophon, Perkussion und Violine (1990)[5]
- GeoBruckNeo – für zwei Elektrische Gitarren, Saxophon, Perkussion und Violine (1990)[5]
- Trottel Lustig – für zwei Elektrische Gitarren, Saxophon, Perkussion und Violine (1990)[5]
- Scare d’Automne – für zwei Elektrische Gitarren, Saxophon, Perkussion und Violine (1990)[5]
- Georg Dudek trifft genau – für zwei Elektrische Gitarren, Saxophon, Perkussion und Violine (1991)[5]
- Live Wild and Dangerous – Take Care – für zwei Elektrische Gitarren, Saxophon, Perkussion und Violine (1991)[5]
- Parallele Musik – für Sopran, Streichquartett, 2 E-Gitarren und Drumcomputer nach Texten von Anaïs Nin (1993)[5]

### Elektronische Musik
- Flower Ceremony – Digital Remix, Soundtrack für die gleichnamige S & M-Performance von Cheryl Berndt (1994)[5]
- The Felines – Digital Remix, Soundtrack für die gleichnamige S & M-Performance von Cheryl Berndt (1994)[5]
- Lulu & the Raven – Digital Remix, Soundtrack für die gleichnamige S & M-Performance von Cheryl Berndt (1994)[5]

## Ausstellungen (Auswahl)
- 1998: Austrian Cultural Institute, New York
- 2000: „emerging artists 2000“ Sammlung Essl, Klosterneuburg
- 2001: Florence Lynch Gallery, New York
- 2002: Whitney Biennial 2002 Whitney Museum, New York[6]
- 2004: Lille 2004 – Europäische Kulturhauptstadt, Lille;
- 2005: „Die Postmediale Kondition“, Neue Galerie Graz
- 2005: „Lichtkunst aus Kunstlicht“, ZKM Karlsruhe
- 2005: „Ectasy“ Museum of Contemporary Art, Los Angeles
- 2005: „Erwin Redl: MATRIX XII“ Plug In Institute of Contemporary Art, Winnipeg
- 2005: „Licht! Ljus! Lumiere!“ Haus der Berliner Festspiele
- 2006: „Erwin Redl“, Museum of Contemporary Art Denver, Denver, CO
- 2006: „SWITCHING WORLDS“, Austrian Cultural Forum, New York
- 2006: ARCO 2006, Madrid ARCO Madrid
- 2007: „Vom Funken zum Pixel“, Martin-Gropius-Bau, Berlin